# Heinrich Nicolaus Trebs
Heinrich Nicolaus Trebs, auch: Tröbst, Tröbs, Trebes (* 10. August 1678 in Frankenhausen; † 16. August 1748 in Weimar) war Hoforgelbauer des Herzogtums Sachsen-Weimar. Bekannt ist er vor allem durch seine Zusammenarbeit mit Johann Sebastian Bach.

## Leben
Trebs war der einzige Sohn eines Frankenhäuser Tischlers und Bürgers. Er lernte das Handwerk des Orgelbaus in Salzungen bei Christian Rothe. Nachdem er eine Zeit in Mühlhausen verbracht hatte, zog er 1709 nach Weimar. Am 16. März 1711 stellte der Weimarer Hoforganist Johann Sebastian Bach ihm ein Zeugnis aus, in dem es heißt:

„Nachdem gegenwärtiger Herr Heinrich Trebs, kunsterfahrener Orgelmacher, mich ersuchet, ihme ein Attestat wegen seiner im hiesigen Fürstenthum verfertigten Arbeit mit zu theilen, Als habe solches demselben nicht abschlagen können, indem Er solches allzuwohl meritiret, anbey dem resp. geneigten Leser versichernd, daß an seiner in hiesigen Landen verfertigten Arbeit er seinen recht rühmlichsten Fleiß angewendet…“

1712 erhielt Trebs das Privileg als Hoforgelmacher. Er heiratete 1713. Die Taufpaten des ersten, im selben Jahr geborenen Kindes waren Johann Sebastian Bach und Johann Gottfried Walther. Offenbar bestanden gute Kontakte zwischen Bach und Trebs. Man nimmt an, dass die beiden sich bereits in Mühlhausen begegnet waren.
Bach wurde auch 1742 für die Disposition der von Trebs zu bauenden Orgel in Bad Berka konsultiert, obwohl er damals bereits seit 25 Jahren nicht mehr in Weimar tätig war.
Als Trebs starb, wurde seinem zweiten Sohn Christoph Wilhelm Christian, der ebenfalls als Orgelbauer tätig war, das Privileg übertragen. Im Besitz der heute (2008) in Hamburg lebenden Nachkommen befindet sich das Original einer Rechnung (No. 65) vom 20. Dezember 1753, in der dieser Sohn mit „Christian Wilhelm Christoph Tröbst, Hof-Orgelmeister“ zeichnet. Der volle Text lautet:

„Vier Gülden sind mir Endes benannten für die Orgel-Reparatur und Stimmung bey der Haupt-Kirche zu S. Petri et Pauli in diesen Jahren 1752 biß 1753 von dem Herzoglichen Verwalter Junghanßens richtig gezahlet worden, worüber gebührend quittiert wird. Weimar, 20. December 1753.“

## Werke
Folgende Werke sind belegt:
- Taubach (1709/1710),  St. Ursula
- Frohndorf (1721)
- Weimar, Jakobskirche (1721)

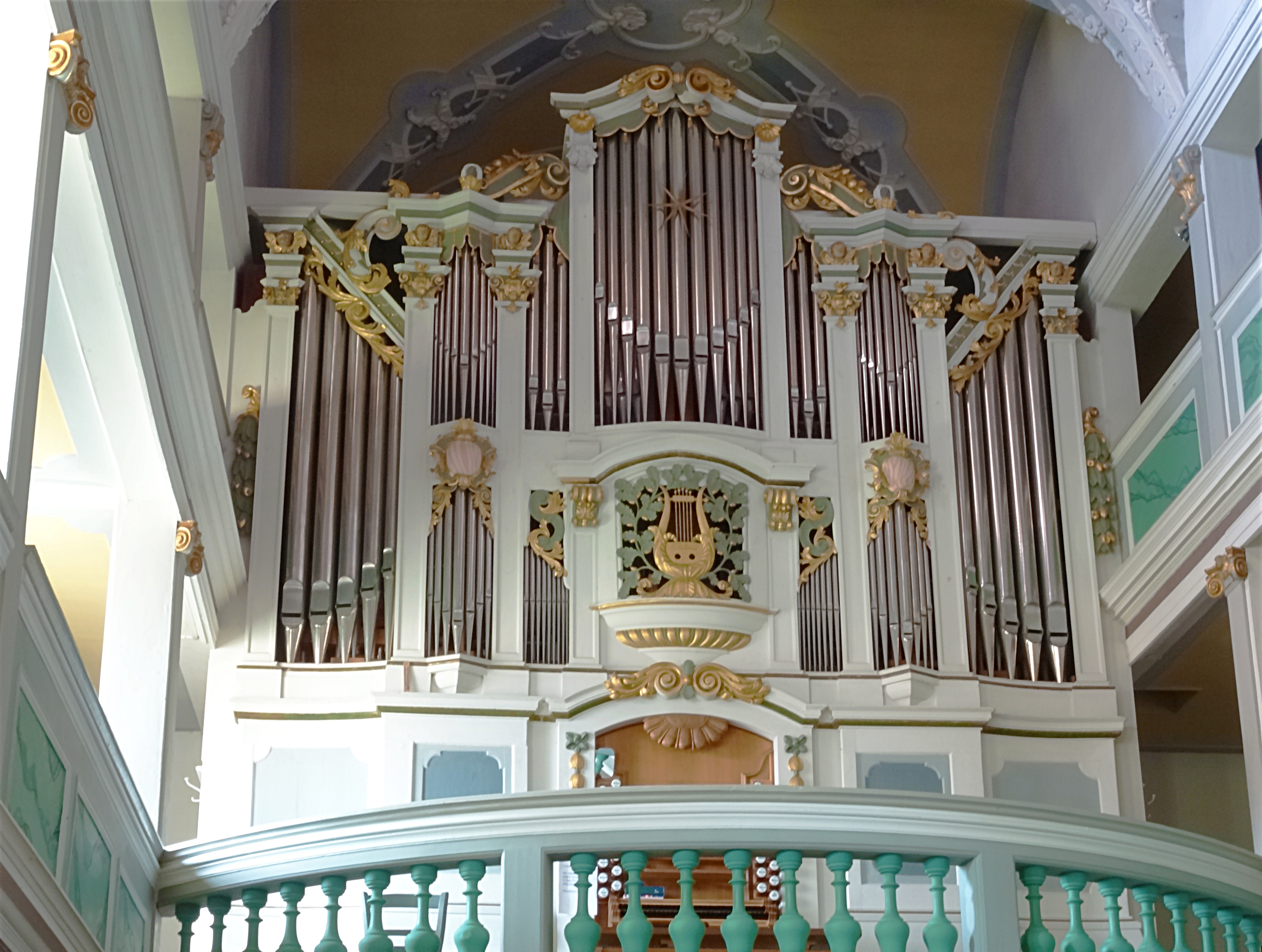
Orgel der Stadtkirche St. Marien Bad Berka

- Niederroßla (1730), Kirche Niederroßla
- Berka (1742/1743)

Außerdem sind größere Reparaturen in Apolda (1722), Wickerstedt (1738) und der Weimarer Schlosskapelle (1712/1719) nachweisbar.